# ATRACO FC
Der ATRACO FC war ein ruandischer Fußballverein aus Kigali. Seine Heimspiele trug er im Kigali Stadium (10.000 Plätze) aus.

## Geschichte und Hintergrund
Der ATRACO FC, der von der Vereinigung der Taxiunternehmen (Taxi Transporters Association) geführt wurde, spielte ab 2006 unter diesem Namen in der National Football League. Als Vizemeister hinter Rekordmeister und Lokalrivalen APR FC fehlte ein Punkt zum ersten Titelgewinn. Als Vizemeister nahm die Mannschaft am CAF Confederation Cup 2007 teil, bei dem sie im Viertelfinale am tunesischen Klub EGS Gafsa nach einem 2:2-Heimremis und einem 1:1-Auswärtsunentschieden aufgrund der Auswärtstorregel scheiterte.
Der erste Titelgewinn erfolgte 2008, als die Serie von drei Meistertiteln in Folge des Lokalkonkurrenten beendet wurde. Damit war die Mannschaft zur Teilnahme an der CAF Champions League 2009 berechtigt, scheiterte dort jedoch in der Vorrunde am sudanesischen Vertreter Al-Merreikh Omdurman. In der Meisterschaft lieferte sich der Klub ein Kopf-an-Kopf-Rennen mit dem APR FC, das letztlich bei Punktgleichheit aufgrund der besseren Tordifferenz zugunsten des Stadtrivalen ausfiel. Dennoch blieb das Jahr nicht ohne Titelgewinne: einerseits gewann die Mannschaft den CECAFA Club Cup, nachdem die Revanche gegen al-Merrikh Khartum durch einen 1:0-Endspielsieg nach einem Treffer von Hamis Kitagenda gelang, und andererseits war Kitagenda auch im Endspiel um den Landespokal der Matchwinner, als sich die Mannschaft durch ein Tor von ihm mit einem 1:0-Erfolg gegen den Mukura Victory Sports durchsetzte. 2010 wurde der Klub erneut hinter dem APR FC Vizemeister, nach Saisonende zog sich die Mannschaft jedoch aus dem Spielbetrieb zurück.

## Erfolge
- Ruandischer Meister: 2008
- Ruandischer Pokalsieger: 2009
- CECAFA Club Cup: 2009

## Statistik in den CAF-Wettbewerben
| Wettbewerb                 | Runde    | Gegner               | Hinspiel | Rückspiel            |  |
| -------------------------- | -------- | -------------------- | -------- | -------------------- |  |
|                            |          |                      |          |                      |  |
| CAF Confederation Cup 2007 | Vorrunde | Prince Louis FC      | 0:0 (A)  | 3:0 (H)              |  |
| CAF Confederation Cup 2007 | 1. Runde | Defence Force SC     | 0:1 (A)  | 2:0 (H)              |  |
| CAF Confederation Cup 2007 | 2. Runde | EGS Gafsa            | 2:2 (H)  | 1:1 (A)              |  |
| CAF Champions League 2009  | Vorrunde | Al-Merreikh Omdurman | 1:2 (A)  | 0:0 (H)              |  |
| CAF Confederation Cup 2010 | Vorrunde | Alamal SC Atbara     | 2:0 (H)  | 0:2 (A) (9:10 n. E.) |  |